# Gonoglasa camptogramma
Gonoglasa camptogramma är en fjärilsart som beskrevs av George Francis Hampson 1924. Gonoglasa camptogramma ingår i släktet Gonoglasa och familjen nattflyn. Inga underarter finns listade i Catalogue of Life.